# Біласовиця
Біласо́виця — село в Україні, у Мукачівському районі Закарпатської області. Входить до складу Нижньоворітської сільської громади.

## Назва
Офіційні назви: 1689: Bileczovech (ComBer. 16), 1727: Bilatzovicze (там само), Bilahzovicza (там же 122), 1773: Bilas(z)owicza (LexLoc. 54), 1808: Bilászowicza, Bilásowicá (LIPSZKY 59), 1851: Bilazovicza (FÉNYES 1: 133), 1913: Bagolyháza (Hnt.), 1925: Bilasovice, 1930: Bělasovice (ComBer. 16), 1941: Bilaszovica (Hnt.), 1946: Біласовиця, Беласовица (СРСР).

## Історія
Назва села походить від слов’янського особового імені Білас.Існує також інша версія походження назви села.Вона грунтується на угорській назві-Баголіхаз,що значить "Совине гніздо".Відомо,що шлях  угорських племен в Паннонію проходив через Верецький перевал,а Пікуй був для них прекрасним орієнтиром.У кожного з мадярських племен був свій тотем,головний -чорний орел "турул",який,по легенді,показував уграм шлях через Карпати.Сова теж була одним з тотемів, тому і в назві села лишилась семантика  сови- БілаСОВиця.Більше сіл з пташиною семантикою в назві в Закарпатті  немає(коло Ужгорода є місцевість Баголівар,що значить "Совиний замок").
Навколишня територія села і гора Пікуй знаходяться на стику двох торгових шляхів з Північного Причорномор'я і Балтики до Балкан у тому числі так зв. Руська Путь (фрагмент шляху від Біласовиця до Лихобори вздовж Буковецької полонини). Повз ці землі транзитом проходили татаро-монгольська орда хана Батия.
Заселення території і заснування Біласовиці виходить з діяльності короля Данила Галицького, який проводив активно політику на зміцнення прикордонних рубежів Галицько-Волинської держави і заселення спустошених монголами земель.
Так, на запрошення короля Данила на кордоні з Угорщиною з'являються поселення-гнізда вільнонайманих лицарів роду Драго-Сасів. Одним з таких поселень стала Біласовиця як прикордонний пост для контролю за торговими шляхами.
Драго-Саси прибули на службу до короля Данила, а пізніше до його сина Лева.. Осівши в руській землі, завели сім'ї і в різних родах тим гербом користувалися, мали свої печатки та самого Гуйда батьком звали (хроніка 1584 авт. Б. Папроцький). Далі хроніст підкреслюючи, каже, що «… великим числом загін лицарів з хоругвою … вливається в ряди його (князя) дружини», або «…прибула численна рать лицарів-бойовиків, які друкувалися гербом Сас», або, як подає В.Стрепа «граф Гуйда … з чималим військом прибув до руського княжича».
У хроніці р.1584 також уточнюється, що близько 1236 р. до короля Данила прибув на службу Комес Гуйда з власною хоругвою лицарів. В обох випадках прибульці мали герб із жовтим півмісяцем ріжками вгору і двома жовтими зірками над ним, і стрілою з направленим вгору вістрям. Всі елементи герба розміщені на блакитному полі. (За участь у хрестових походах Драго-Саси отримали право на додаток до свого герба «підкореним півмісяцем»)

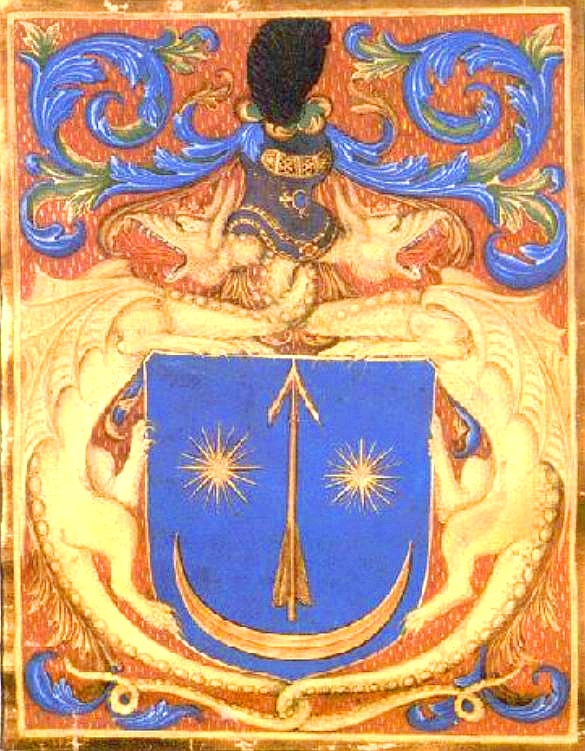
Герб родини Драго

За своїм походженням рід Драго-Сасів походить з Саксонії, тимчасово після Хрестових походів вони оселилися у верхів'ях річки Тиса (зараз Закарпатська область) на запрошення угорських королів. Осівши Драго-Саси користувалися принесеним ними правом, укладеним Енріке фон Репговим Сас, яке в Галичині називали Саське (зводу законів «Саксонське зерцало»). За цим правом провіднику надавався земельний наділ, забезпечувалося місцеве самоврядування. Землі обкладалися невеликим податком при обов'язковому відбуванні військової служби. Драго-Саси підпорядковувалися безпосередньо князю (королю), мали право розвивати торгівлю та різні підприємства.
За твердженням польського історика Францішека Пєкосінського, найдавніші згадки про герб Сас у Польщі походять з 15 ст., а найдавніше збережене зображення на печатці — з 1462 р. Більшість родин — дрібна галицька шляхта.
Можемо також припускати, що в цей час також вже могло існувати поселення на місці села Біласовиця — на межі Галичини з Угорщиною в 1280 р. Швидше за все, що це було військове поселення з двором-хутором, у якому жили смоляки — люди, які захищали підступи до кордону — бої, воїни. Біля таких поселень стояли дерев'яні вежі на яких, у разі небезпеки, смоляки запалювали сигнальні вогні, даючи знати про наближення ворога.
Повз гору Пікуй проходить шлях через так зв. перевал Руська Путь. Цим безпечним шляхом користувалися для своїх походів Великі князі та королі Русі. Король Данило цим шляхом йшов походом 1269 р. У Верхній Висоцькій є потік під назвою Данчин. За переказами, тут король Данило, якого в народі називали Дань, зупинився перепочити і освіжитися цілющою карпатською водою.
Неодноразово цим шляхом зі своїм військом здійснював походи син Данила король Лев. У 1250 році він одружився з дочкою угорського короля Бели IV Констанцією. Очевидно, тоді, як би скріплюючи свою вірність до коханої, він залишив свій напис на камені на вершині гори Пікуй.(Туристи досі шукають той напис). Також польський історик Ян Длугош стверджує, що король Лев на самому верху гори Пікуй поставив кам'яний стовп з руським написом, який означав кордон його володінь.Однак львівський історик,професор Львівського університету,співробітник Франка і Грушевського по Науковому Товариству  Шевченка  Ізидор Шараневич в середині  19 століття бачив цей стовп з кириличним написом між Климцем і Верецькими.Потім цей стовп хтось постарався знищити.Стовп-обеліск на вершині Пікуя не кам,яний,а бетонний.Скоріш за все,його встановили мадяри,коли в 1896 році відзначали  міленіум-тисячоліття переходу  мадяр на нову батьківщину.Очевидно,на вершині був той же турул,як і в Мукачівськім замку.Турула угри дуже шанували.
У 1258 році Руським шляхом король Лев пішов походом, щоб приєднати до своєї держави Закарпаття. У горах, які полюбив понад усе, залишився Лев на вічний свій відпочинок, як монах в 1301 році. Похований він у Лаврівському монастирі поблизу древнього шляху через Карпати.
Після занепаду і втрати державності 1340 р. Галицька земля перейшла під контроль Польщі. Ймовірно поселення Біласовиця перейшло у володіння угорської корони трохи згодом, оскільки кордон між королівствами проходив по Верховинському Вододільному хребту.
З 1526 року навколишні території потрапили під контроль турецьких васалів князів Трансільванії. У 1657 р. трансільванський князь Ракоці Юрій II «пересадив через Бескид» (Верецький перевал) 30.000 війська з СемиГороддя — проти польської шляхти, на допомогу козацькому гетьману Богдану Хмельницькому.
За це, у тому ж році польський гетьман Любомирський знищив СемиГороддя, помстившись трансільванцям за їхній виступ проти Польщі. Польський сучасник пише: «Любомирський все винищив — волосся на голові встає…». Планомірні «пацифікації» — приборкання — каральні акції нечуваної жорстокості, що тяглися до самого 1660 р., а край піддався спустошення.
Його назва вперше згадується в 1689 році як Bileczovech.
Село було засноване сім'єю Bilasz у другій половині 1600-х років.
У 1754 році члени сім'ї Поповичів перебрали управління, але родина Шенборн відібрали це від них і повернули право спадкоємцям сім'ї Білаш.
Надалі сільська громада знову з'являється в епіцентрі військових подій Першої світової війни. Під час Брусилівського прориву загін Січових Стрільців у складі австро-угорських військ обороняв Верецький перевал від натиску російської армії. Однак, росіянам вдалося захопити тимчасово території по лінії Ужок-Гусний-Біласовиця завдяки обходу через Руську путь.
Біласовиця як поселення прикордонників набуває подальшого розвитку після створення Чехословацької республіки 1919 року.
.

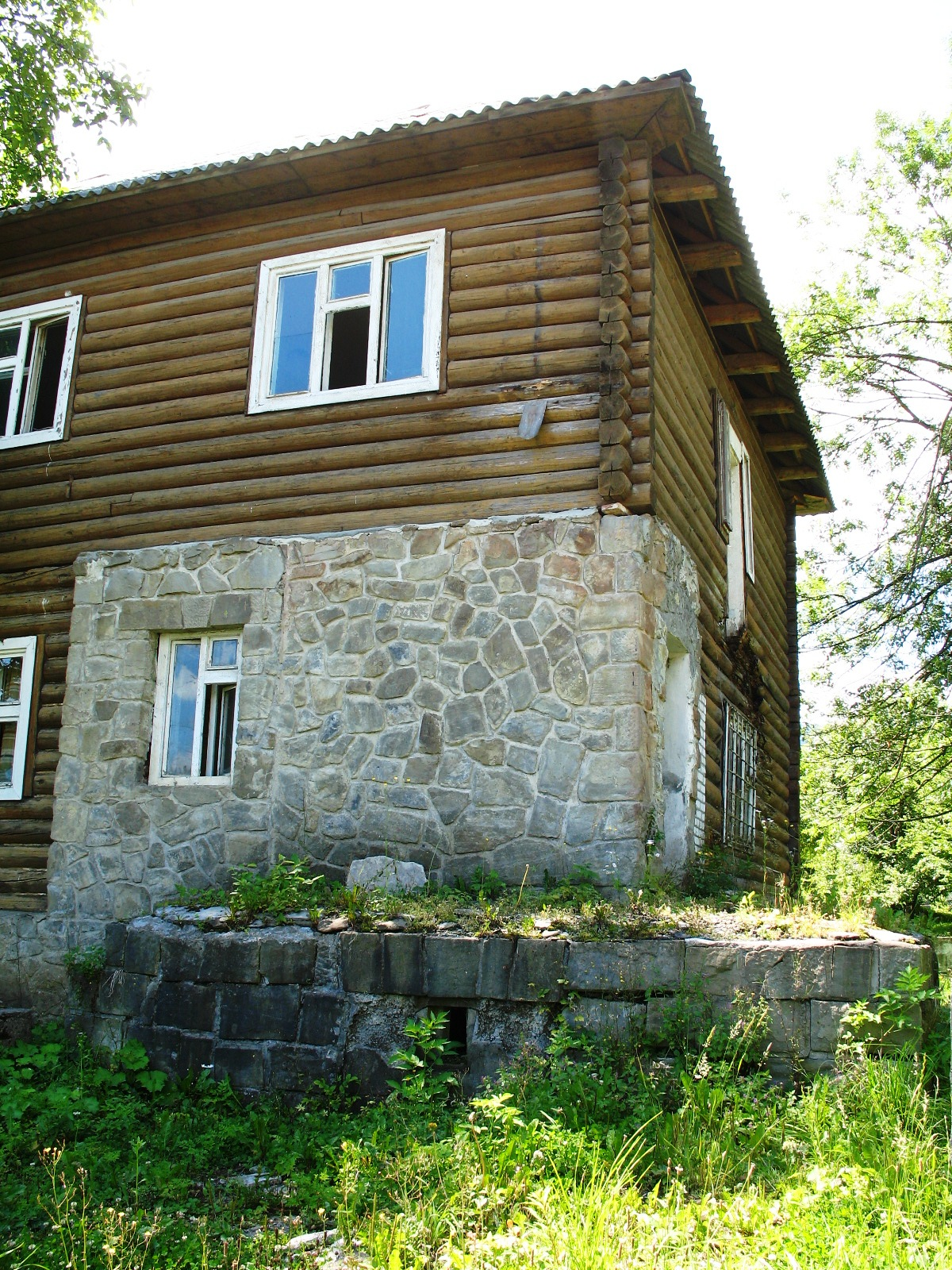
Казарма з вбудованим дзотом

Агресивна політика сусідніх держав і надмірна кількість терористичних атак на землях Підкарпатської Русі змушувало керівництво Чехословаччини до перебудови військових оборонних об'єктів. У 1936 році на території громади побудовано двоповерхову укріплену казарму з вбудованими дзотами для прикордонної варти. Об'єкт чеської військової інженерної думки ледь не єдиний в регіоні зберігся до наших днів практично без змін.
До речі, на вершині гори Пікуй в 1936 році жителі села Гусний встановили обеліск на честь першого президента Чехословаччини Томаша Масарика в подяку за розвиток верховинського краю.Деякі історики  сумніваються у тому,що це діло рук жителів Гусного.Гусний тоді,в 1936 році, був маленьким селом,яке  налічувало всього 86 жителів,і навряд чи вони відзначались великою любов,ю до Чехії і Масарика.Як відомо,більшість громадянства і політичні партії на Закарпатті були виразно античеського спрямування.Клич Карпатської України,як відомо,був -"Геть з чехами!"
У 1888 році на вершині Пікуя побував Іван Франко,про що свідчить меморіальна табличка на обеліску.Йшов він з села Борині,що на Галицькому боці Бескиду. Йшли втрьох -він,Франко,його гімназійний товариш Ярослав Рошкевич,на сестрі котрого Франко  збирався одружитись,і хлопець-провідник з Борині,син лісника.Пікуй Франкові так сподобався,що він хотів купити хату у підніжжя гори,але ціна його не влаштувала.Про це пише  приятель Франка і його біограф Денис Лукіянович.У Франка є незакінчене оповідання "Вершина Пікуя".Серед січових стрільців,які воювали в Бескиді,був син Франка Петро.
Після приєднання Підкарпатської Русі до Угорщини 1939 р. оборонні споруди використовувалися за призначенням на польсько-угорському кордоні. А під час наступу Червоної Армії 1944 р. (1 гвардійської армії у складі 4-го Українського фронту для обходу лінії Арпада, протягом 18 днів штурмувала цю ділянку без підтримки артилерії, оскільки гарматні трактори та колісні тягачі не могли здолати місцеві скельні підйоми) фортифікаційні об'єкти були інтегровані в оборонну систему лінії Арпада.
Відомий краєзнавець,автор багатьох книг про міста і села Закарпаття,уродженець села Щербівець,що  біля підніжжя  Пікуя,  в книзі "Зорі Верховини"(1995 рік) так описує штурм  гори  2 жовтня 1944 року-"Підтягуючи канатами  гармати і кулемети,пробивались бійці 168 -го полку до вершини,що була ключем до Верецького перевалу.Знищено  700 фашистів і гонведів,100 взято в полон.Пройшло багато років,а рани  Пікуя видно ще й тепер".( сторінка 30).

## Присілки
Борсучина
Борсучина — колишнє село в Україні, в Закарпатській області.
Об'єднане з селом Біласовиця рішенням облвиконкому Закарпатської області № 264 від 13.05.1960
Борсучина вперше згадується в 1648 році як Borszuchina. Походження назви: Назва Боршучина має слов'янське походження, що випливає з назви борсук. Селище, можливо, було названо на честь характерної тварини навколишніх лісів у першій половині XVII століття, але можна припустити, що воно є назвою річки, оскільки найменування Борс або Борж часто згадується в назвах карпатських потічків.
Першу згадку про церковну громаду села записано в 1692 р. У 1778 р. збудовано храм в Борсучині.

Мішкаревиця
Мішкаревиця — колишнє село в Україні, в Закарпатській області.
Об'єднане з селом Біласовиця рішенням облвиконкому Закарпатської області № 155 від 15.04.1967
Перша згадка 1648: Miskarovica (DEZSŐ 260), 1773: Miskarovicza (LexLoc. 54), 1808: Miskárovicza, Misskárowica (LIPSZKY: Rep. 428), 1851: Miskarovicza (FÉNYES 3: 92), 1873: Miskarovica (Hnt.), 1913: Miskafalva (Hnt.), 1925: Miškarovice (ComBer. 108), 1944: Miskarovica, Мишкаровица (Hnt.), 1946: Мишкаревиця (ZO).
Храм св. Миколи Чудотворця. 1890. Давню дерев'яну церкву згадують у церковних документах за 1778 р. До цієї церкви Євангеліє купив Микола Кориш з дружиною Фецею 24 вересня 1749 р. Анфологіон купив Дмитрій Микитович з дружиною Агафією для бистрянської церкви Св. Духа 21 жовтня 1743 р.

Коритовиця
Коритовиця — колишнє село в Україні, в Закарпатській області.
Об'єднане з селом Біласовиця
Згадки: 1648: Karitovica, 1691: Karitovicza, 1700: Karitovicsa

## Населення
Згідно з переписом УРСР 1989 року чисельність наявного населення села становила 632 особи, з яких 345 чоловіків та 287 жінок.
За переписом населення України 2001 року в селі мешкало 527 осіб.

### Мова
Розподіл населення за рідною мовою за даними перепису 2001 року:
| Мова       | Відсоток |
| ---------- | -------- |
| українська | 99,42 %  |
| російська  | 0,58 %   |

## Туристичні місця
- Церква св. Миколи Чудотворця. 1890. Давню дерев'яну церкву згадують у церковних документах за 1778 р.
- Пікуй — ботанічний заказник місцевого значення
- Туркомплекс «Пікуй» знаходиться біля підніжжя гори, у якій і запозичив свою назву. На території є бювет із мінеральною водою (аналог «Нарзану»).
- сироварня
- залишки І-світової війни
- дерев'яна двоярусна дзвіниця з трьома дзвонами.
- У 1936 році на території громади побудовано двоповерхову укріплену казарму з вбудованими дзотами для прикордонної варти. Об'єкт чеської військової інженерної думки ледь не єдиний в регіоні зберігся до наших днів практично без змін.

## Постаті
- Калитич Георгій Ілліч (нар. 1936) — доктор економічних наук, професор, заслужений діяч науки і техніки України.